# Amahuaka ebena
Amahuaka ebena är en insektsart som beskrevs av Young 1965. Amahuaka ebena ingår i släktet Amahuaka och familjen dvärgstritar. Inga underarter finns listade i Catalogue of Life.